# ياس مول
ياس مول هو مركز تسوق في جزيرة ياس في أبو ظبي، الإمارات العربية المتحدة. وهو بمثابة مكان للتسوق وتناول الطعام والترفيه لسكان أبوظبي وجزيرة ياس. تبلغ مساحته حوالي 235000 متر مربع (2.5 مليون قدم مربع).
يقع ياس مول في قلب جزيرة ياس، وتحديداً في ياس غرب، بين شارع المها ودرب ياس بجوار عالم فيراري. ويبعد حوالي 15 دقيقة عن مطار أبوظبي الدولي، و30 دقيقة عن وسط المدينة العاصمة، و45 دقيقة عن مدينة دبي.

## تاريخ
بدأ البناء في عام 2011 وبحلول فبراير 2013، تم الانتهاء من 50 بالمائة من المشروع. كان من المقرر مبدئيًا الانتهاء منه في مارس 2014، ولكن تم تأجيل افتتاحه ليتزامن مع ختام موسم سباق الجائزة الكبرى للفورمولا 1 الذي أقيم في حلبة مرسى ياس وافتتح المركز التجاري رسميًا في نوفمبر 2014.  كانت تحتل مساحة إجمالية قدرها 25 كم 2 (2500 هكتار). 
تم تطوير ياس مول وتشغيله من قبل شركة الدار العقارية ش.م.ع، وهي شركة تطوير وإدارة واستثمار عقاري يقع مقرها في أبو ظبي، الإمارات العربية المتحدة.  تم بناؤه من قبل المقاول الرئيسي ستة بناء، وهي شركة تابعة شركة بيسيكس. خلال المشروع، استخدمت ستة بناء مواد صديقة للبيئة واتبعت خططًا صارمة لإدارة النفايات وجودة الهواء الداخلي.  عملت شركة الدار العقارية ش.م.ع مع الشركة الهندسية، إيكوم، كمصممين رئيسيين للمشروع، ثم كمشرفين على البناء.  بينما كانت شركة كوليسونRTKL للهندسة المعمارية والتخطيط والتصميم ومقرها المملكة المتحدة مسؤولة عن تصميم المركز التجاري.
بين تاريخ الافتتاح وديسمبر 2015، استقبل المركز التجاري حوالي 20 مليون زائر. 

## التصميم والجاذبية

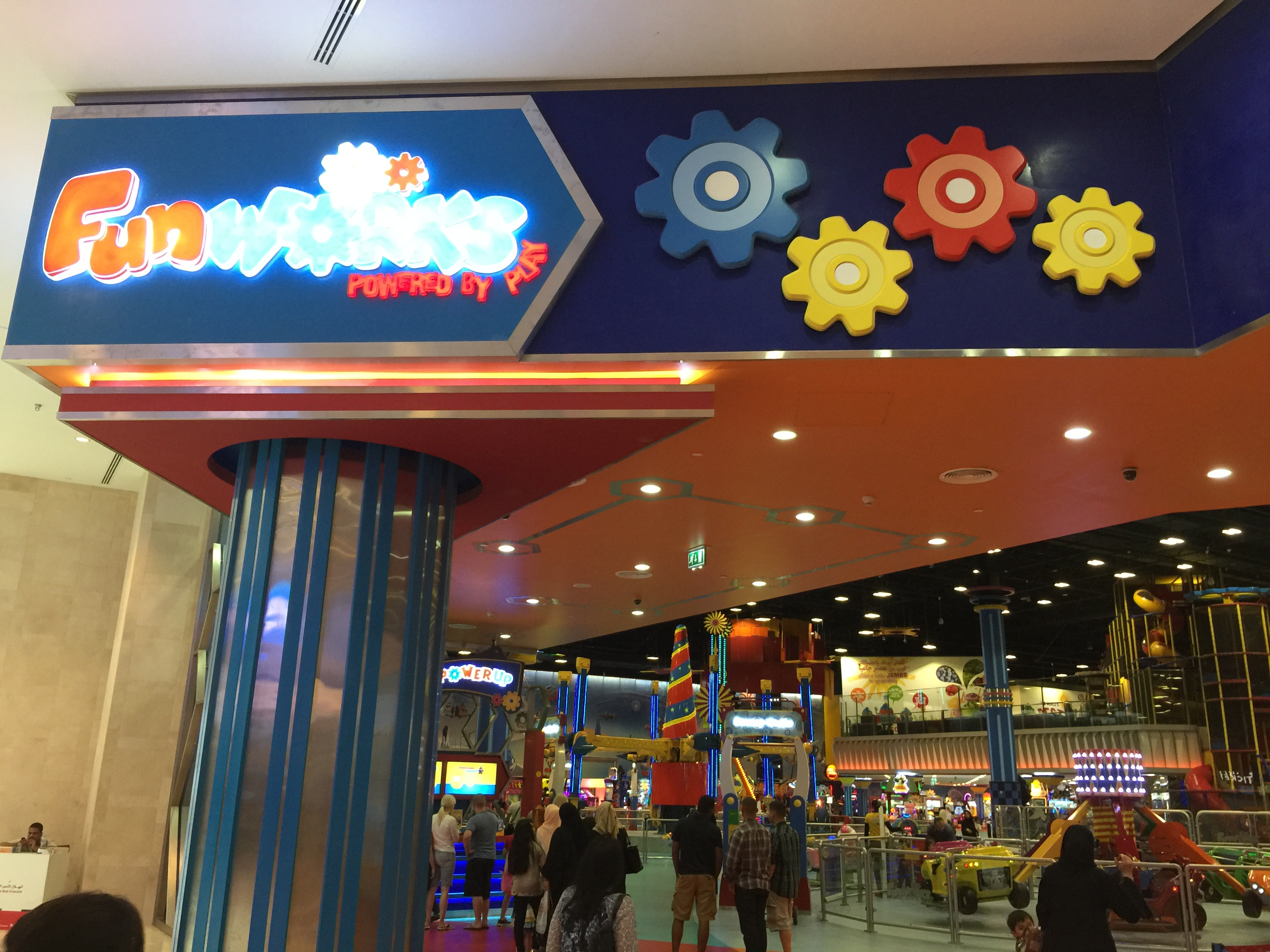
ياس مول

تم تصميم ياس مول في سلسلة من الشوارع والطرق والشوارع والميادين،  مع التركيز على الضوء والمساحة.  يتميز التصميم الداخلي بمساحة تجمع مركزية مضاءة بشكل طبيعي، مع منحوتات للفنان الجنوب أفريقي ماركو تشيانفانيلي وفن الألياف للفنان الهولندي بيتر جينتينار.  يشتمل المركز التجاري على تاون سنتر، يقع في وسط المجمع ويربط أربعة من ممرات أو طرقه الخمسة الرئيسية. يتميز بفناء داخلي محاط بالأشجار ومطاعم ومتاجر وبركة ضحلة.  تتسع مواقف السيارات الأربعة في المول لحوالي 10،000 مركبة. 
هناك مجموعة واسعة من العلامات التجارية الدولية والإقليمية للبيع بالتجزئة، فضلاً عن خيارات الترفيه والتسلية.  بعض متاجر المركز التجاري تشمل تريانو،  دبنهامز،  عالم فيراري أبوظبي المتصل بالمركز التجاري،  وهاوس أوف فريزر. 
يحتوي المول على مطاعم ومقاهي خارجية وداخلية تقدم المأكولات والحلويات العالمية.  وتشمل هذه لادوريه و تكساس دي برازيل و كارلوتشيوز المحدودة و تيم هورتونز وستاربكس وذي تشيزكيك فاكتوري ولو بان كوتيديان. بالإضافة إلى ذلك، تضم قاعة الطعام 24 منفذًا إضافيًا، ويقدم تناول الطعام في كاسكيد إمكانية تناول الطعام في الهواء الطلق في 18 مطعمًا من الطراز العالمي، بما في ذلك بوكا دي بيبو و يو شان فانغ وتشيليس آند بلاك تاب كرافت برجر آند شيكز وكافيه بتيل. 

## الإستدامة في التصميم
الإستدامة تعني عدم استنزاف الموارد الطبيعية لضمان استمرارها ودوامها للأجيال القادمة وتأخد بعين الإعتبار كافة العناصر الأساسية للتطوير والتنمية مثل التقليل من استهلاك الطاقة، وادارة النفايات، والحفاظ على مصادر المياه، واستخدام الموارد الصديقة للبيئة وعدم هدر الموارد، إضافة إلى تحسين ممارسات التشغيل والصيانة. ويعد ياس مول أحد أكثر المراكز التجارية إستدامة في المنطقة، ويلتزم بضمان مستقبل مستدام للعاصمة الإماراتية، من خلال تصميمه الذي يعتمد أعلى معايير العالمية في مجال الحفاظ على البيئة، حيث حصل على تصنيف درجتين، ضمن نظام "استدامة" الذي يقيس مدى استدامة المباني في دولة الإمارات العربية المتحدة. فهو يعتمد أفضل ممارسات التنمية المستدامة في مختلف جوانب تشغيله.

## شهادة الاعتماد الذهبية  لذوي الاحتياجات الخاصة
في 2021 حصل «ياس مول» على الشهادة الذهبية من الاتحاد العالمي لذوي الاحتياجات الخاصة المعني بتكريم الجهات التي تطبق أفضل المعايير والممارسات لخدمة أصحاب الهمم، وليصبح بذلك أول مركز يحوز على هذه الشهادة في العاصمة الإماراتية. 

## الأحداث
على مدار العام، يستضيف ياس مول عددًا من الفعاليات والمعارض، فضلاً عن الأنشطة والعروض الترفيهية. 

### مهرجان ياس للألعاب
يُقام مهرجان ياس للألعاب سنويًا في ياس مول، أبو ظبي، وهو تجربة تفاعلية تجمع بين عروض الأزياء التنكرية والبطولات متعددة اللاعبين والأروقة القديمة والرياضات الإلكترونية والواقع الافتراضي. يتضمن ظهور ضيوف من قبل نجوم وسائل التواصل الاجتماعي وخبراء تقنيين من صناعة الألعاب، بالإضافة إلى مؤثرين من جميع أنحاء العالم. 

### أزياء محتشمة وجمال عطلة نهاية الأسبوع
حدث لمدة ثلاثة أيام، يقام في ياس مول، مخصص للاحتفال بأناقة الملابس. يتم استضافته بالتعاون مع جرازيا الشرق الأوسط ويضم عروض أزياء على الموضة وعروض مجوهرات وورش عمل مخصصة ومتاجر منبثقة ومسابقة للتصميم. 

### 24 ساعة تخفيضات ضخمة
تم إطلاق الحدث في عام 2017، ويتميز بالمبيعات التي تظل معظم المتاجر مفتوحة لها لمدة 24 ساعة وتقدم خصومات تصل إلى 90٪. خلال ذلك الوقت، يستضيف ياس مول عرضًا من العروض التي يقدمها المشعوذون والراقصون والموسيقيون، فضلاً عن الجوائز والهدايا كل ساعة. 

### بيع أبيض وأسود
إن بيع أبيض وأسود هو حدث مدته خمسة أيام في ياس مول ويقدم خصومات تتراوح من 25٪ إلى 90٪ في متاجر مختارة، إلى جانب مسابقة أنفق واربح. 

### كلايم أبوظبي
عام 2019 تم افتتاح كلايم أبوظبي في ياس مول و هو مركز مغامرات و موطن لأطول غرفة طيران داخلية للقفز المظلي في العالم وأطول جدران تسلق داخلية في العالم- معتمدة من قبل موسوعة غينيس للأرقام القياسية  .

## الجوائز
منذ افتتاحه، حصل ياس مول على العديد من الجوائز، منها:
- أفضل مركز تسوق دولي - جوائز RLI العالمية لعام 2015 [30]
- جائزة أفضل مشروع تجاري للعام - جوائز كونستركشن ويك [31]
- الجائزة الذهبية لعام 2015 للتصميم والتطوير - مجلس الشرق الأوسط لمراكز التسوق (MECSC) [32]
- الجائزة الذهبية لأفضل مبيعات وترويج وفعالية لمبيعات عيد الفطر في ياس مول على مدار 24 ساعة - جوائز مركز تسوق الشرق الأوسط وشمال أفريقيا ICSC 2017 [33]
- الجائزة الذهبية لحدث "Fashion Hits Home" في فئة العلاقات العامة - MECSC Awards 2018 [34]

## روابط خارجية
- الموقع الرسمي